# Landtagswahlkreis Winsen
Der Wahlkreis Winsen ist ein Wahlkreis zur Wahl des niedersächsischen Landtages. Er umfasst vom Landkreis Harburg die Stadt Winsen (Luhe), die Gemeinde Stelle und die Samtgemeinden Elbmarsch, Hanstedt und Salzhausen.

## Landtagswahl 2022
| Gegenstand der Nachweisung | Gegenstand der Nachweisung | Erst- stimmen | Erst- stimmen | Zweit- stimmen | Zweit- stimmen |
| Bewerber                   | Partei                     | Anzahl        | %             | Anzahl         | %              |
| -------------------------- | -------------------------- | ------------- | ------------- | -------------- | -------------- |
| Wahlberechtigte            | Wahlberechtigte            | 69.425        | 69.425        | 69.425         | 69.425         |
| Wähler                     | Wähler                     | 43.330        | 43.330        | 43.330         | 43.330         |
| Ungültige Stimmen          | Ungültige Stimmen          | 591           |               | 762            |                |
| Gültige Stimmen            | Gültige Stimmen            | 42.739        |               | 42.586         |                |
| davon                      |                            |               |               |                |                |
| Andre Bock                 | CDU                        | 15.514        | 36.3          | 13.164         | 30.9           |
| Sabine Lehmbeck            | SPD                        | 12.455        | 29.1          | 11.934         | 28.0           |
| Kathleen Schwerdtner Manéz | GRÜNE                      | 6.370         | 14.9          | 6.875          | 16.2           |
| Jan Filter                 | FDP                        | 1.749         | 4.1           | 2.145          | 5.0            |
| Thorsten Teetzen           | AfD                        | 4.419         | 10.3          | 4.580          | 10.8           |
| Jana Thomas                | DIE LINKE                  | 1.211         | 2.8           | 1.073          | 2.5            |
| Milan Verrel               | dieBasis                   | 1.021         | 2.            | 744            | 1.7            |
|                            | FREIE WÄHLER               |               |               | 497            | 1.2            |
|                            | Die Humanisten             | 74            | 0.2           |                |                |
|                            | Die PARTEI                 |               |               | 358            | 0.8            |
|                            | Gesundheitsforschung       |               |               | 147            | 0.3            |
|                            | Tierschutzpartei           | 705           | 1.7           |                |                |
|                            | PIRATEN                    | 169           | 0.4           |                |                |
|                            | Volt                       | 103           | 0.2           |                |                |

## Landtagswahl 2017
Zur Landtagswahl in Niedersachsen 2017 traten im Wahlkreis Winsen sieben Direktkandidaten an. Direkt gewählter Abgeordneter ist André Bock (CDU). Der Wahlkreis trug die Wahlkreisnummer 50.
| Partei                | Direktkandidat      | Erststimmen | Zweitstimmen |
| --------------------- | ------------------- | ----------- | ------------ |
| CDU                   | André Bock          | 40,2        | 35,2         |
| SPD                   | Hendrik Frese       | 32,3        | 30,6         |
| Bündnis 90/Die Grünen | Nick Mondry-Ritter  | 8,4         | 10,3         |
| FDP                   | Tobias Robert Rohde | 6,8         | 9,1          |
| DIE LINKE             | Anja Stoeck         | 4,4         | 4,3          |
| AfD                   | Melanie Hardt       | 7,2         | 7,4          |
| BGE                   |                     |             | 0,1          |
| DM                    |                     |             | 0,1          |
| Freie Wähler          |                     |             | 0,8          |
| LKR                   |                     |             | 0,0          |
| ÖDP                   |                     |             | 0,2          |
| Die PARTEI            |                     |             | 0,6          |
| Tierschutzpartei      |                     |             | 0,9          |
| Piratenpartei         |                     |             | 0,2          |
| V-Partei³             |                     |             | 0,2          |
| Einzelbewerber        | Ulrike Müller       | 0,7         |              |

Die Wahlbeteiligung lag mit 66,1 % über dem Landesdurchschnitt dieser Wahl.

## Landtagswahl 2013
Zur Landtagswahl in Niedersachsen 2013 traten im Wahlkreis Winsen acht Direktkandidaten an. Direkt gewählte Abgeordneter ist André Bock (CDU).
| Partei                | Direktkandidat    | Erststimmen | Zweitstimmen |
| --------------------- | ----------------- | ----------- | ------------ |
| CDU                   | André Bock        | 45,8        | 38,4         |
| SPD                   | Markus Beecken    | 31,8        | 27,4         |
| Bündnis 90/Die Grünen | Ingo Rieckmann    | 12,3        | 15,8         |
| FDP                   | Gunnar Hofmeister | 3,2         | 10,1         |
| DIE LINKE             | Thomas Schubert   | 2,3         | 2,6          |
| Piratenpartei         | Florian Sievert   | 1,9         | 2,2          |
| Freie Wähler          | Henning Schulz    | 2,4         | 1,5          |
| NPD                   |                   |             | 1,1          |
| Die Freiheit          |                   |             | 0,5          |
| Bündnis 21/RRP        | Hermann Scheipers | 0,3         | 0,2          |
| PBC                   |                   |             | 0,1          |

## Landtagswahl 2008
| Partei                          | Direktkandidat     | Erststimmen | Zweitstimmen |
| ------------------------------- | ------------------ | ----------- | ------------ |
| CDU                             | André Wiese        | 47,5        | 45,8         |
| SPD                             | Uwe Harden         | 29,6        | 24,8         |
| Bündnis 90/Die Grünen           | Joachim Bartels    | 7,9         | 9,6          |
| FDP                             | Nino Ruschmeyer    | 6,1         | 9,0          |
| Die Linke                       | Manfred Leschinski | 5,4         | 5,9          |
| NPD                             | Joachim Bäätjer    | 1,5         | 1,7          |
| Freie Wähler Niedersachsen      | Marina Lemmermann  | 2,1         | 1,3          |
| Partei Mensch Umwelt Tierschutz |                    |             | 0,5          |
| Familien-Partei                 |                    |             | 0,5          |
| Die Grauen                      |                    |             | 0,3          |
| PBC                             |                    |             | 0,2          |
| Ab jetzt                        |                    |             | 0,2          |
| Die Friesen                     |                    |             | 0,2          |
| ödp                             |                    |             | 0,1          |